# Georg Joseph Cöntgen
Georg Joseph Cöntgen, öfter auch Coentgen (* 17. Mai 1752 in Mainz; † 28. Januar 1799 in Frankfurt am Main) war ein deutscher Kupferstecher.

## Leben und Werk
Georg Joseph Cöntgen war der Sohn des Kupferstechers Heinrich Hugo Cöntgen und Enkel des ebenfalls als Kupferstecher tätigen Anton Bartholomäus Cöntgen. Alle waren in Mainz ansässig und künstlerisch tätig. Georg Joseph Cöntgen der nicht nur als Kupferstecher, sondern auch als Maler wirkte, übersiedelte in der zweiten Hälfte des 18. Jahrhunderts nach Frankfurt am Main, wo er 1776 die Bürgerstochter und Kunstmalerin Elisabeth Mund (* 1752, † 16. Juni 1783) heiratete. Elisabeth Mund war Tochter und Schülerin des Malers Johann Samuel Mund (*1724,†1794). 1779 gründete Coentgen zusammen mit seiner Frau ein Zeichnungs-Institut. Während Coentgen die Unterweisung der jungen Malschüler übernahm, unterrichtete seine Frau Schülerinnen aus bürgerlichen Familien im Zeichnen, der Malerei und der Radiertechnik.
Coentgen stach viele Porträts, darunter auch das des vorletzten Kurfürsten und Erzbischofs des alten Mainz, Friedrich Karl Joseph von Erthal. Blätter von seiner Hand, mit «G. I. C. sc.» bezeichnet, findet man auch in einer Ausgabe des Don Quixotte: Leben und Thaten des weisen Junkers Don Quixote von Mancha, Neue Ausgabe, aus der Urschrift des Cervantes, nebst der Fortsetzung des Avellaneda. In sechs Bänden, von Friedrich Justin Bertuch.

## Werke (Auswahl)

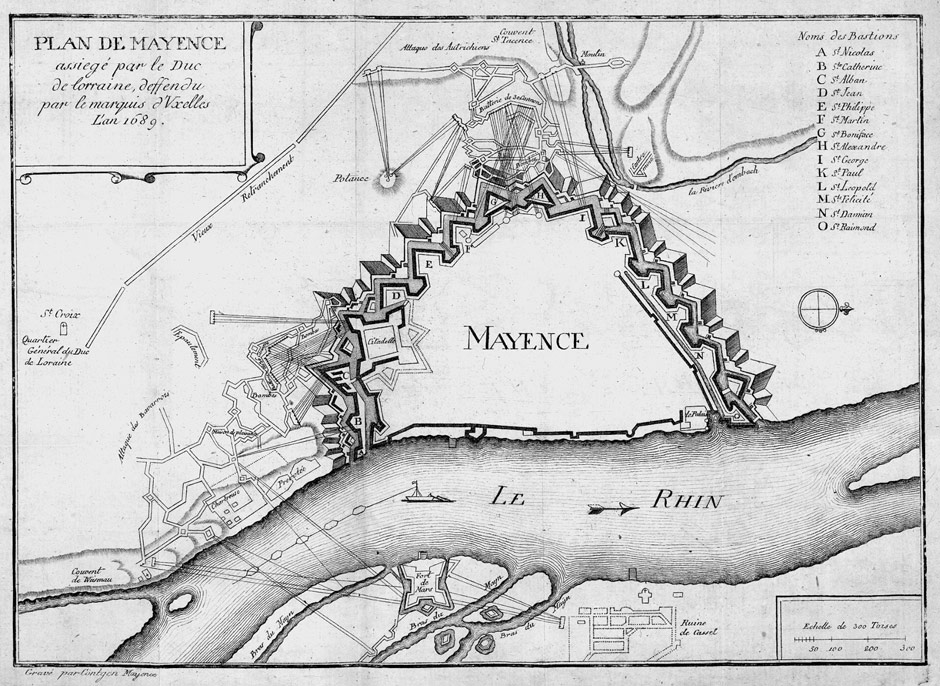
Siège de Mayence en l'année 1689

- Belagerung von Mainz (1689)

Kupferstich aus Siège de Mayence en l'année 1689. Relation de tout ce qui s'est passé pendant le siège de Mayence en 1689, et de ce qui l'a précédé immédiatement. mit französischen Erklärungen oben
- Attaques Du Fort William-Henri

Angriff auf Fort William Henry durch die Truppen unter Louis-Joseph de Montcalm; nach Zeichnung von Laurids de Therbu gestochen 1789
- Liegnitz

La bataille de Lignitz, qui se donna entre Sa Majeste le Roi de Prusse et les Imperiaux sous le commandement du General de Laudon le 15. Aout 1760. Umgebungskarte von Liegnitz mit Einzeichnung der Truppenstellungen und umfangreicher gestochener Legende A - U. Handkolorierter Kupferstich von Georg Joseph Cöntgen nach L. Therbu, 2. Hälfte 18. Jh. Plattengröße : 41 × 28 cm. Blattgröße : 44,5 × 30,5 cm.
- Plan de Wesel

Plan de Wesel. Kupferstich nach Therbu; gest. von G. J. Cöntgen. Mainz, 1763. Befestigungsplan von Wesel mit Fr. Erklärungen unten (Siege de Wesel). 36:23,5 cm.
- Bergwerksszenerie

in: Franz Ludwig Cancrin: Erste Gründe der Berg und Salzwerkskunde. Fünfter Theil, welcher die Grubenbaukunst enthält, mit 57 Kupfertafeln, Frankfurt am Main in der Andreäischen Buchhandlung, 1774
- 15 Stiche in Johann Peter Weidmanns: De Necrosi Ossium. Francofurti ad Moenum [Frankfurt], Impensis Andreaeis, 1793. Folio
- Porträt von Christoph Martin Wieland

in: Beyträge zur geheimen Geschichte des menschlichen Verstandes und Herzens. Aus den Archiven der Natur gezogen., Schmieder, Carlsruhe 1776 ; mit gestochenem Frontispiz von Georg Joseph Cöntgen.
- Bataille De Bergen

Schlacht bei Bergen nach Laurids de Therbu, nach 1789, 35,5 × 23,5 Karte mit Einzeichnung altkolorierter Truppenstellungen zur Schlacht in der Umgebung von Frankfurt-Bergen-Enkheim 1759. - Die Karte zeigt das Gebiet Bad Vilbel, Maintal-Bischofsheim, Frankfurt-Seckbach und Gronau. Kupferstich von Georg Joseph Cöntgen; unter dem Blatt Erklärungen zur Schlacht.
- Bataille De Cunersdorf

Schlacht bei Kunersdorf nach Laurids de Therbu, nach 1789, 35,5 × 23,5 cm Tooley's Dic. of Mapm. Rev. Ed. A - D, S. 293. Karte der Umgebung zwischen Frankfurt/Oder und Kunersdorf mit Einzeichnungen der Truppenstellungen vom 12. August 1759. Unter der Karte ausführliche Legende.
- Gefecht bei Sandershausen

nach Laurids de Therbu; Truppenstellungen zum Gefecht bei Sandershausen; darunter Legende,
- Bataille De Breslau

Schlacht von Breslau nach Laurids de Therbu, nach 1789, 35,5 × 23,5; Karte der Umgebung von Breslau mit Befestigungsplan
samt Einzeichnungen altkolorierter Truppenstellungen zur Schlacht am 22. November 1757 ; unter der Karte Erklärungen.
- Bataille De Creveld

Schlacht bei Krefeld nach Laurids de Therbu, 35,5 × 23,5 Krefeld:Tooley's Dic. of Mapm. Rev. Ed. A - D, S. 293. - Karte des Großraumes Krefeld mit Einzeichnungen der Truppenstellungen vom 23. Juni 1758. Unter dem Blatt Erklärungen.
- Plan de Dusseldorff

Kupferstich nach Therbu; gestochen von G. J. Cöntgen. Mainz, 1763. Befestigungsplan vom im Siebenjährigen Krieg bombardierten Düsseldorf mit französischen Erklärungen unten („Plan du bombardement de Dusseldorf commence le 28 juin 1758“). 35,5:23,5 cm.